# HD108346
HD108346 — хімічно пекулярна зоря спектрального класу A1, що має видиму зоряну величину в смузі V приблизно  7,0.
Вона  розташована на відстані близько 472,7 світлових років від Сонця.